# Lupeni (Harghita)
Lupeni [luˈpenʲ] (veraltet Farcașfalău oder Farcașlaca; ungarisch Farkaslaka oder Farkasfalva) ist eine Gemeinde im Kreis Harghita, in der Region Siebenbürgen in Rumänien.

## Geographische Lage

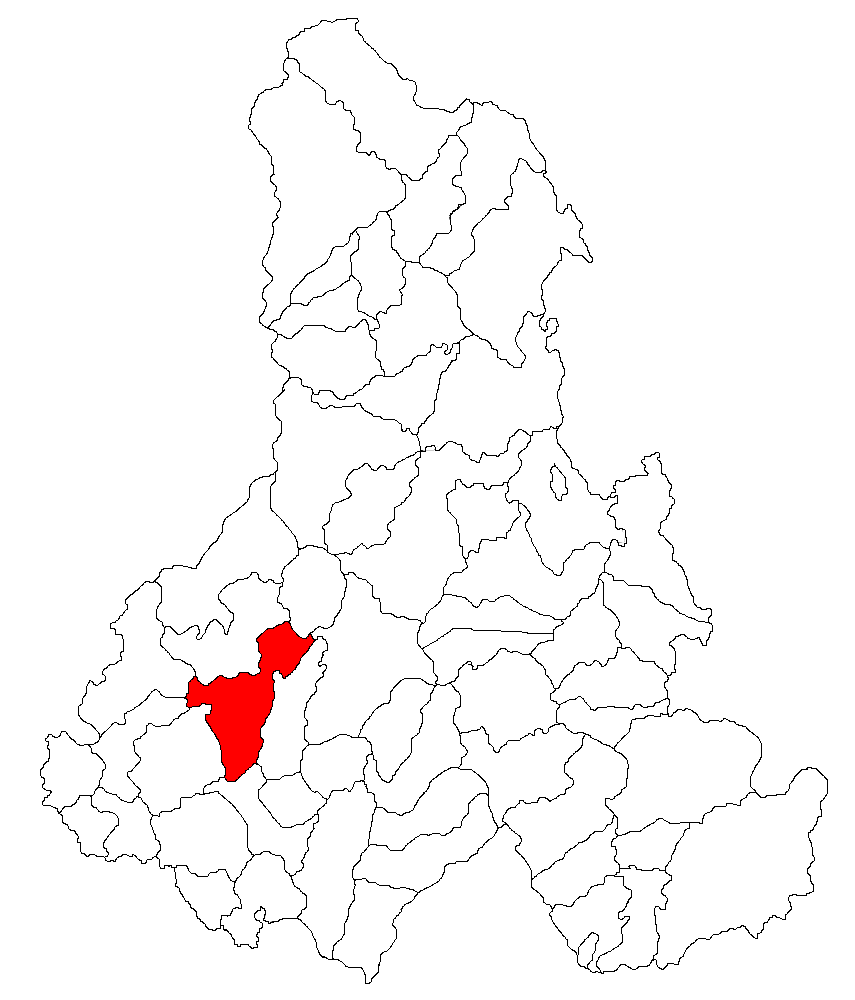
Lage der Gemeinde Lupeni im Kreis Harghita

Die Gemeinde Lupeni liegt im Osten Nordsiebenbürgens, westlich des Harghita-Gebirges – ein Teilgebirge der Ostkarpaten – in der historischen Region Szeklerland. In der Südhälfte des Kreises Harghita im Tal des Baches Feernic, eines rechten Nebenflusses der Târnava Mare (Große Kokel), liegt der Ort Lupeni am Drum național 13A zwölf Kilometer nordwestlich der Stadt Odorheiu Secuiesc (Oderhellen) und etwa 65 Kilometer westlich von der Kreishauptstadt Miercurea Ciuc (Szeklerburg) entfernt.

## Geschichte
Der mehrheitlich von Szeklern bewohnte Ort Lupeni wurde nach unterschiedlichen Angaben 1332 oder 1566 erstmals urkundlich erwähnt. Auf eine Besiedlung des Gemeindegebiets in der Latènezeit, deutet östlich des eingemeindeten Dorfes Păuleni (Székelypálfalva) auf der etwa 770 m hohen Anhöhe Dealul Cetății (ungarisch Várhegy), eine 95 m × 60 m ovale Erdenburg mit einem bis acht Meter tiefen Graben.
Im eingemeindeten Dorf Firtușu (Firtosváralja) auf dem Plateau der von den Einheimischen Firtoș (ungarisch Firtoshegy) genannten Anhöhe sind Reste eines mittelalterlichen Wehrklosters, vermutlich mit Baumaterial zum Teil vom römischen Kastell Praetoria Augusta aus der Nachbargemeinde Atid, zu erkennen. Des Weiteren werden in Firtușu Urnen der Hallstattzeit und etliche archäologische Funde unterschiedlichen Zeitaltern zugeordnet. Im Gemeindezentrum wurde eine Steinaxt der Jungsteinzeit und eine mittelalterliche Waffe gefunden. Letztere befindet sich in einem Wiener Museum.
Nach Angaben des Verzeichnisses historischer Denkmäler des Ministeriums für Kultur und nationales Erbe (Ministerul Culturii și Patrimoniului Național) wird auf dem Areal des eingemeindeten Dorfes Bisericani (Székelyszentlélek) eine Besiedlung der Hallstattzeit und der Bronzezeit zugeordnet.
Zur Zeit des Königreichs Ungarn gehörte Lupeni dem Stuhlbezirk Udvarhely in der Gespanschaft Udvarhely (rumänisch Comitatul Odorhei), anschließend dem historischen Kreis Odorhei und seit 1950 dem heutigen Kreis Harghita an.

## Bevölkerung
Die Bevölkerung der Gemeinde Lupeni entwickelte sich wie folgt:
| Volkszählung | Volkszählung | Ethnische Zusammensetzung | Ethnische Zusammensetzung | Ethnische Zusammensetzung | Ethnische Zusammensetzung |
| Jahr         | Bevölkerung  | Rumänen                   | Ungarn                    | Deutsche                  | andere                    |
| ------------ | ------------ | ------------------------- | ------------------------- | ------------------------- | ------------------------- |
| 1850         | 3.762        | 11                        | 3.701                     | -                         | 50                        |
| 1930         | 4.804        | 9                         | 4.702                     | 6                         | 87                        |
| 1941         | 5.072        | 2                         | 5.039                     | 2                         | 29                        |
| 2002         | 4.434        | 30                        | 4.402                     | -                         | 2                         |
| 2011         | 4.473        | 17                        | 4.231                     | 2                         | 223                       |
| 2021         | 4.547        | 17                        | 4.339                     | 2                         | 189 (2 Roma)              |

Seit 1850 wurde auf dem Gebiet der Gemeinde Lupeni die höchste Einwohnerzahl und die der Magyaren 1941 ermittelt. Die höchste Anzahl der Roma (138) wurde 2011, die der Rumänen (39) 1977 und die der Rumäniendeutschen 1930 registriert.

## Sehenswürdigkeiten
- In Lupeni stehen das Gedenkhaus des Szekler Schriftstellers Áron Tamási und ein Holzhaus mit dessen Backofen, bei Haus-Nr. 513 im 19. Jahrhundert errichtet, unter Denkmalschutz.[8] Unter Denkmalschutz steht auch das Denkmal für Áron Tamási, welches von den ungarischen Bildhauern Jenő und Tibor Szervátiusz angefertigt wurde.[4]
- Im eingemeindeten Dorf Bisericani steht die katholische Kirche,[10] im 13. Jahrhundert errichtet und im 18. Jahrhundert erneuert, unter Denkmalschutz.[8]
- Im eingemeindeten Dorf Firtușu steht eine mittelalterliche Kapelle unter Denkmalschutz.[8] Die unitarische Kirche wurde um 1823 errichtet.[11]
- Im eingemeindeten Dorf Păltiniș (ungarisch Kecsed) stehen die reformierte Kirche und deren Glockenturm, 1795 errichtet, unter Denkmalschutz.[8]
- Im eingemeindeten Dorf Satu Mic (ungarisch Kecsetkisfalud) stehen die reformierte Kirche, 1620 errichtet, im 19. Jahrhundert erneuert, und deren Holzglockenturm, im 18. Jahrhundert errichtet,[12] unter Denkmalschutz.[8]

## Persönlichkeiten
- Áron Tamási (1897–1966), Szekler Schriftsteller

## Städtepartnerschaft
Die Gemeinde Lupeni pflegt nach der Wende von 1989 Partnerschaften mit den ungarischen Orten Lengyeltóti, Kemence, Győrság, Felsőzsolca, Egerbocs, Letkés, Kulcs und der Schweizer Gemeinde Courroux.